# Эмпен, Эдуард
Эдуард Эмпен (фр. Edouard Empain, 20 сентября 1852, Белёй, — 22 июля 1929, Волюве-Сен-Пьер, Брюссель) — бельгийский инженер, промышленник и предприниматель, активный в области банковского дела, транспорта (железных дорог и трамваев), недвижимости и электротехнической промышленности; во время Первой мировой войны — также военный в звании генерал-майора. В международную коммерческую «империю» Эмпена входили многочисленные трамвайные системы в разных странах мира (в том числе в Российской Империи), железные дороги, Парижский метрополитен и даже город в Египте.

## Биография

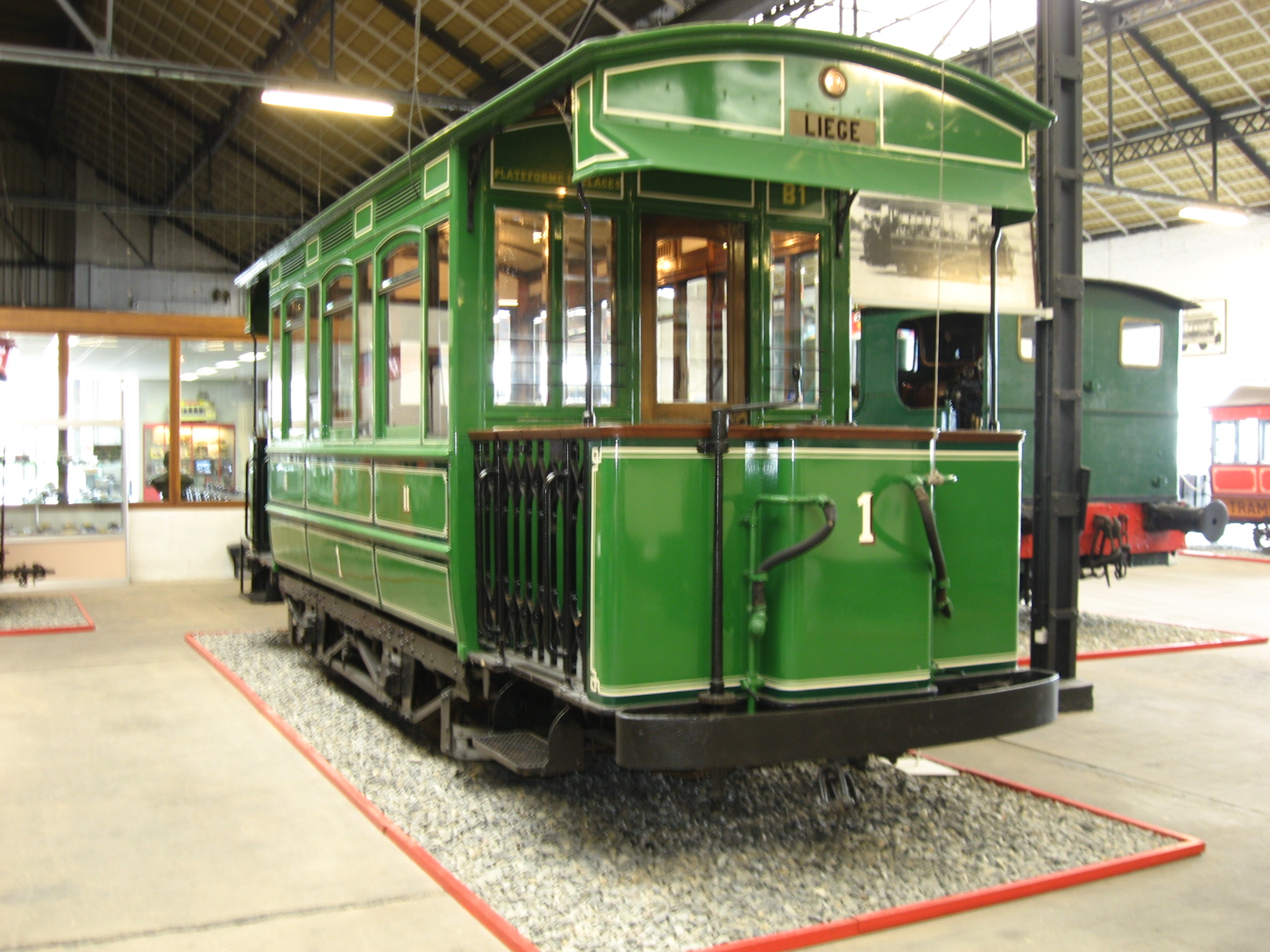
Трамвай «Экономичной железной дороги Льеж-Серне», Музей общественного транспорта, Льеж

Эдуард Эмпен родился 20 сентября 1852 года в Белёйе в провинции Эно. Его происхождение было скромным: отец был учителем начальной школы. Из-за тяжёлых условий Эмпен не смог получить высшее образование. Он пошёл работать чертёжником на крупном машиностроительном предприятии. Там быстро продвигался вверх по карьерной лестнице, и фактически стал инженером-самоучкой, изучая технику на практике. Работая, Эмпен сдал экстерном экзамены и получил диплом инженера.
В 1878 году Эмпен стал начальником карьера в районе Намюра. Однако его основным интересом вскоре стал транспорт. В 1882 году он основал фирму «Экономичные железные дороги Льеж-Серен» (фр. Railways Ecomomiques Liège-Seraing et Extensions, RELSE), которая построила и эксплуатировала линию междугородного трамвая, соединившую Льеж с его промышленным пригородом Серен. Вскоре после этого, в 1884 году, бельгийское государство основало «Национальное общество местных железных дорог», которое фактически сделала строительство междугородных трамваев в Бельгии государственной монополией. Однако Эмпен продолжал участвовать в строительстве трамвайных линий в Бельгии, выступая в роли субподрядчика и концессионера. В частности, компании Эмпена принадлежала концессия на эксплуатацию линии Берегового трамвая (собственником линии было Национальное общество местных железных дорог).
Одновременно Эмпен начал активную предпринимательскую деятельность за границей. Он основал собственный инвестиционный банк, «Банк Эмпен» (фр. Banque Empain), который играл роль холдинга многочисленных компаний, принадлежавших ему (так называемая «группа-Эмпен», фр. Groupe Empain). С 1890 года Группа Эмпен начала строительство трамваев и лёгких железнодорожных линий во многих странах мира, включая Китай и Российскую Империю. В Российской Империи группе Эмпена принадлежали трамваи Кишинёва (концессия на действующую конку куплена в 1895 году, позднее система электрифицирована), Бердичева (концессия на действующую систему конки куплена в 1897 году, система не была электрифицирована), Астрахани (концессия на строительство перекуплена у другого бельгийского предпринимателя в 1896 году, система строилась сразу электрической, открытие в 1900 году) и Ташкента (концессия на строительство конки перекуплена у другого бельгийского предпринимателя в 1896 году, открытие конки в 1901 году, электрификация в 1913).
В 1899 году входившая в группу-Эмпен «Компания парижского метрополитена» (Compagnie du Chemin de Fer-Métropolitain de Paris) получила концессию на строительство и эксплуатацию метрополитена в Париже. Парижский метрополитен оставался бельгийской собственностью до национализации в 1945 году.
В 1904 году Эмпен купил завод «Электричество и гидравлика» (фр. Electiricé et Hydraulique) в Шарлеруа и переименовал его в «Мастерские электрического конструирования Шарлеруа» (фр. Ateliers de Construction Electrique de Charleroi, ASEC). Это предприятие стало «флагманом» бельгийской электротехнической промышленности. В частности, оно строило электрооборудование для трамваев.

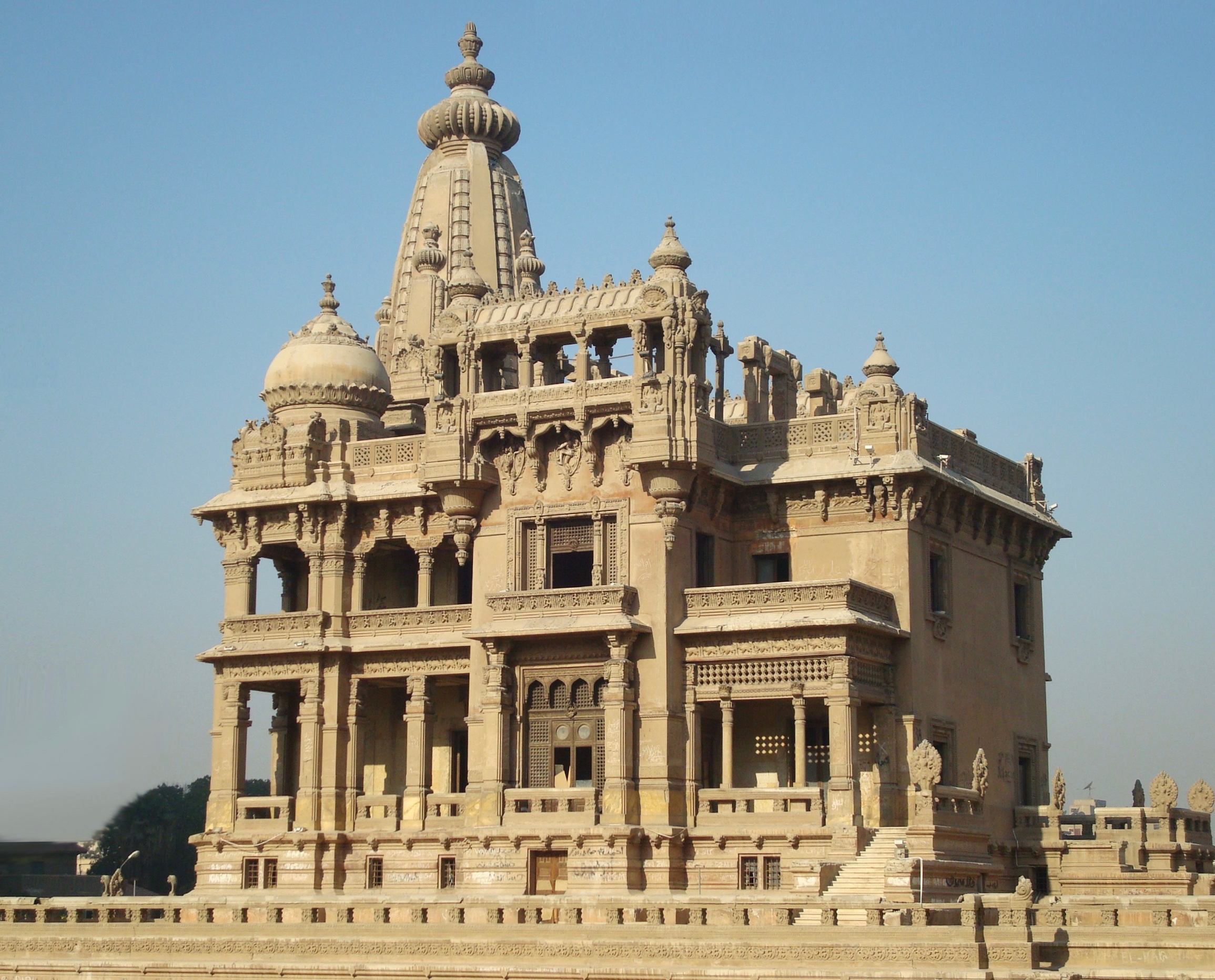
«Дворец Эмпена» в Гелиополисе

В том же 1904 году Эмпен приступил к осуществлению своего самого амбициозного проекта — строительства нового города в Египте. В этом году Эмпен отправился в Египет, стремясь получить концессию на строительство железной дороги из Порт-Саида в Матарийю. Ему не удалось получить этот контракт, но в 1905 году он купил большой участок земли в десяти километрах от Каира. Новой целью Эмпена стало строительство нового города на этой территории. Новый город должен был называется Гелиополис. Для этого он основал компанию «Общество каирской электрической железной дороги и оазиса Гелиополиса» (англ. Cairo Electric Railway and Heliopolis Oasis Society).
Гелиополис строился, как «сказочный город» где вся современная инфраструктура (водопровод и канализация, электричество) сочеталась с экзотической архитектурой, получившей название «гелиопольский стиль».
Во время Первой мировой войны Эмпен добровольно предложил свои услуги армии. Несмотря на то, что он никогда не служил в армии, военный министр Шарль де Броквиль включил Эмпена в состав действующей армии как военного инженера с присвоением звания полковника. В армии Эмпен занимался военной логистикой, и показал себя в этой роли с лучшей стороны. В 1916 году ему «временно» (до окончания войны) было присвоено звание генерала-майора. После окончания войны Эмпен носил звание «почётного генерала-майора».
Эмпен умер 22 июня 1929 года в брюссельской коммуне Волюве-Сен-Пьер. Он был «временно» похоронен в брюссельской коммуне Эвере, но позднее его прах был перезахоронен в базилике Гелиополиса.